# Артур Хей, 9-й маркиз Твиддэйл
Артур Хей, 9-й маркиз Твиддэйл (англ. Arthur Hay; 9 ноября 1824 — 29 декабря 1878) — шотландский аристократ, британский военный (с 1860 года в чине полковника, с 1866 — в 17 полку уланов) и орнитолог. С 1824 по 1862 год он был известен как лорд Артур Хей, а с 1862 по 1876 год — виконт Уолден.
Член королевских обществ Лондона и Эдинбурга. С 1868 года — президент Лондонского зоологического общества. Его работы по орнитологии были опубликованы посмертно в 1881 году. В таксономии для обозначения его вклада используются сокращения Tweeddale и Walden. Скончался в Чизлхерсте.

## Биография
Родился 9 ноября 1824 года в Йестер-хаусе, Гиффорд, Ист-Лотиан, Шотландия. Второй сын генерала Джорджа Хея, 8-го маркиза Твиддэйла (1787—1876), и его жены леди Сьюзен Монтегю (1797—1870). Учился в Лейпцигском и Женевском университетах.
После обучения лорд Артур Хей поступил на службу в британскую армию в 1841 году, получив чин прапорщика и лейтенанта гренадерской гвардии. Он был адъютантом вице-короля Индии с 1845 по 1846 год. В 1846 году ему был присвоен чин капитана. В 1845—1846 годах он участвовал в военной кампании в Сатледже. В 1854 году он получил чин подполковника. Принимал участие в Крымской войне с Россией. В 1860 году ему было присвоено звание полковника. Также он занимал должность заместителя лейтенанта Хаддингтона. В 1866 году он перешел на службу в 17-й уланский полк.
22 декабря 1862 года после смерти своего бездетного старшего брата, Джорджа Хея, графа Гиффорда (1822—1862), Артур Хей получил титул учтивости — виконт Уолден.
У него была частная коллекция птиц, насекомых, рептилий и млекопитающих, и он нанял Карла Бока для поездки в Морскую Юго-Восточную Азию и сбора образцов. Твиддэйл описал около 40 видов, собранных Боком впервые, и был избран членом Королевского общества в 1871 году.
10 октября 1876 года после смерти своего отца Артур Хей унаследовал титулы 9-го маркиза Твиддэйла, 10-го графа Твиддэйла, 9-го графа Гиффорда, 9-го виконта Уолдена и 7-го лорда Хея из Йестера.
28 декабря 1878 года 54-летний лорд Твиддэйл скончался в Уолден-коттедже в Чизлхерсте, Лондон. Поскольку у него не было детей, его преемником на посту маркиза Твиддейла стал его младший брат, Уильям Хэй, 10-й маркиз Твиддэйл.

## Семья
Он женился дважды. 18 февраля 1857 года лорд Артур Хей женился первым браком на Хелене Элеоноре Августе де Кильмансег (? — 30 сентября 1871), дочери графа Адольфа Августа Фредерика де Кильмансег. 8 октября 1873 года он женился вторым браком на Джулии Шарлотте Софии Стюарт-Маккензи (21 июня 1846 — 17 мая 1937), дочери подполковника Кейта Уильяма Стюарта-Маккензи (1818—1881) и Анны Шарлотты Хоуп-Вер. Оба брака оказались бездетными. После смерти Артура Хея его вдова в январе 1887 года во второй раз вышла замуж за сэра Джона Роуза, 1-го баронета (1820—1888), а в феврале 1892 года её третьим мужем стал Уильям Эванс-Гордон (1857—1913).